# Jang Gyu-ri
Jang Gyu-ri (Hangul: 장규리; Hanja: 张圭悧; Seúl, 27 de diciembre de 1997) es una cantante y actriz surcoreana que, después de participar en el reality show televisivo Idol School de Mnet en 2017, se convirtió en parte del grupo femenino Fromis 9, con quienes debutó en 2018. También participó como personaje secundario de la serie de televisión Está bien no estar bien (2020). Jang dejó Fromis 9 y Pledis Entertainment después de que expirara su contrato con la compañía.

## Primeros años
Jang Gyu-ri nació el 27 de diciembre de 1997 en Seúl, Corea del Sur. Estudió en el Instituto de las Artes de Seúl y se especializó en actuación.

## Carrera profesional

### Predebut
En 2017, Jang hizo un cameo en el drama de KBS, Ms. Perfect, antes de convertirse en aprendiz de idol.

### 2017-2022:Idol School, debut con Fromis 9,Produce 48y debut como actriz
En 2017, Jang participó en el programa de supervivencia de Mnet, Idol School, para formar parte de un nuevo grupo femenino. Jang ocupó el noveno lugar en la final del programa el 29 de septiembre, convirtiéndose en miembro de Fromis 9. El 29 de noviembre, Jang junto con Fromis 9, interpretaron el sencillo predebut titulado "Glass Shoes" en los Mnet Asian Music Awards 2017 en Japón. Jang debutó oficialmente como miembro de Fromis 9 con el EP To. Heart el 24 de enero de 2018.
El 10 de mayo de 2018, se confirmó que Jang representaría a Stone Music Entertainment junto a Jo Yu-ri y otras 2 concursantes en Produce 48. Reveló que había participado en el programa, con la esperanza de crecer y mejorar aún más. Jang fue finalmente eliminada después de terminar en el puesto 25 en la tercera fase de eliminación. Posteriormente regresó a Fromis 9.
El 10 de mayo de 2019, Jang hizo su debut como actriz y protagonizó el drama web Dating Class como Kang Ji-young. Protagonizó la serie de televisión de tvN, Está bien no estar bien, en el 2020, donde obtuvo más reconocimiento.

### 2022-presente: salida de Fromis 9 y actividades en solitario
El 28 de julio, Pledis Entertainment anunció que Jang dejaría Fromis 9 el 31 de julio. Jang optó por mantener las condiciones del contrato original con su exagencia CJ E&M que duraría solo un año y no firmar el nuevo contrato con Pledis Entertainment.
En abril se anunció que Jang sería parte del elenco de la serie de televisión de SBS, Cheer Up, en el segundo semestre del 2022, siento este su primer proyecto desde que dejó el grupo.
En agosto de 2022, Jang firmó con Just Entertainment. Esto supone el inicio de sus actividades como actriz.

## Filmografía

### Series de televisión
| Año  | Título                   | Título            | Rol         | Notas                      | Ref.                 |
| Año  | Inglés/Español           | Coreano           | Rol         | Notas                      | Ref.                 |
| ---- | ------------------------ | ----------------- | ----------- | -------------------------- | -------------------- |
| 2017 | Ms. Perfect              | 완벽한 아내       | Alumno      | Cameo                      | [ 18 ]               |
| 2020 | Está bien no estar bien  | 사이코지만 괜찮아 | Sol Byul    | Actriz secundaria          | [ 19 ] [ 20 ]        |
| 2022 | Cheer Up                 | 치얼업            | Tae Cho-hee | Actriz principal           | [ 21 ]               |
| 2024 | Chaebol X Detective      | 재벌X형사         | Cho-hee     | Aparición especial (ep. 4) | [ 22 ]               |
| 2024 | Cuando el teléfono suena | 지금 거신 전화는  | Na Yu-ri    | Protagonista               | [ 23 ] [ 24 ] [ 25 ] |

### Serie web
| Año  | Título       | Título       | Rol           | Notas            | Ref.          |
| Año  | Inglés       | Coreano      | Rol           | Notas            | Ref.          |
| ---- | ------------ | ------------ | ------------- | ---------------- | ------------- |
| 2019 | Dating Class | 필수연애교양 | Kang Ji Young | Actriz principal | [ 26 ] [ 27 ] |

### Programas de televisión
| Año  | Título              | Título                   | Función     | Notas                                                                                                 | Ref.                 |
| Año  | Inglés              | coreano                  | Función     | Notas                                                                                                 | Ref.                 |
| ---- | ------------------- | ------------------------ | ----------- | --- | -------------------- |
| 2017 | Idol School         | 아이돌 학교              | Concursante | Programa de supervivencia que determinó a las miembros deFromis 9. Terminó en el noveno lugar.        | [ 28 ] [ 29 ]        |
| 2018 | Produce 48          | 프로듀스 48              | Concursante | Programa de supervivencia que determinó a las miembros de Iz*One. Terminó en el vigesimoquinto lugar. | [ 30 ] [ 31 ] [ 32 ] |
| 2019 | King of Mask Singer | 미스터리 음악쇼 복면가왕 | Concursante | Como Spring Flowers (Episodio 195).                                                                   | [ 33 ] [ 34 ]        |